# Jürgen Prutsch
Jürgen Prutsch (Graz, 22 settembre 1989) è un ex calciatore austriaco, centrocampista.

## Carriera

### Club
In gioventù giocò per SV Feldkirchen e presso l'Accademia di Grazer AK, e dal 2007 è stato attivo con i dilettanti dello Sturm Graz.
Ha fatto il suo debutto nella Bundesliga austriaca il 13 maggio 2007 per il Grazer AK. Dopo la crisi del Grazer AK, si è trasferito ai rivali cittadini dello Sturm Graz, dove è stato utilizzato una sola volta nella Bundesliga.
Nel luglio del 2009 è stato ceduto con la formula del prestito al Rheindorf Altach, squadra con la quale ha collezionato 16 presenze.
Il 23 gennaio 2010 passa a titolo definitivo al Livorno per 300.000 euro circa. Disputa la sua prima partita nella massima serie italiana il 24 marzo successivo in occasione di Inter - Livorno (3-0). In Serie A disputa in tutto 6 partite, poi rimane al Livorno anche dopo la retrocessione in Serie B. Nella stagione cadetta 2010-2011 disputa 10 partite in maglia amaranto. Nel campionato successivo rimane ai margini della squadra totalizzando una sola apparizione, il 1º maggio 2012. Nella stagione 2012-2013 invece viene impiegato dal nuovo allenatore Davide Nicola già dalla prima giornata, anche se poi viene impiegato con il contagocce.
Il 31 gennaio 2013 viene ceduto con la formula del prestito al Barletta. Il 26 luglio il Barletta lo acquista a titolo definitivo.
Il 27 dicembre viene ufficializzata la risoluzione consensuale del suo contratto con la società biancorossa.

### Nazionale
Conta una presenza ed una rete nella Nazionale Under-19 dell'Austria e 3 presenze ed una rete nella Nazionale Under-20 con la quale ha esordito nel 2009.